# Christoph Höhne
Christoph Höhne (Borgsdorf, Alemania, 12 de febrero de 1941) es un atleta marchador alemán, especialista en la prueba de 50 kilómetros marcha, que compitió por la República Democrática Alemana.

## Biografía
Höhne dominó la prueba larga de la marcha atlética, consiguiendo el triunfo varias veces en la Copa del Mundo y la medalla de oro en los Juegos Olímpicos de México en 1968, demostrando una gran facilidad para adaptarse a la altura, distanciando al segundo clasificado en más de diez minutos.
Es cuñado del también marchador Hans-Georg Reimann, plata en los Montreal 1976 y bronce en Múnich 1972, ambas sobre la distancia de 20 km marcha.

## Resultados
| Representando República Democrática Alemana | Representando República Democrática Alemana | Representando República Democrática Alemana | Representando República Democrática Alemana | Representando República Democrática Alemana |
| Año                                         | Competición                                 | Lugar                                       | Resultado                                   | Distancia                                   |
| ------------------------------------------- | ------------------------------------------- | ------------------------------------------- | ------------------------------------------- | ------------------------------------------- |
| 1964                                        | Juegos Olímpicos de Tokio                   | Tokio, Japón                                | 6º                                          | 50 km                                       |
| 1965                                        | Copa del Mundo de Marcha Atlética           | Pescara, Italia                             | 1º                                          | 50 km                                       |
| 1967                                        | Copa del Mundo de Marcha Atlética           | Bad Saarow, República Democrática Alemana   | 1º                                          | 50 km                                       |
| 1968                                        | Juegos Olímpicos de México                  | Ciudad de México, México                    | 1º                                          | 50 km                                       |
| 1969                                        | Campeonato de Europa                        | Atenas, Grecia                              | 1º                                          | 50 km                                       |
| 1970                                        | Copa del Mundo de Marcha Atlética           | Eschborn, Alemania Occidental               | 1º                                          | 50 km                                       |
| 1971                                        | Campeonato de Europa                        | Helsinki, Finlandia                         | 2º                                          | 50 km                                       |
| 1972                                        | Juegos Olímpicos de Múnich                  | Múnich, Alemania Occidental                 | 14º                                         | 50 km                                       |
| 1973                                        | Copa del Mundo de Marcha Atlética           | Eschborn, Suiza                             | 3º                                          | 50 km                                       |
| 1974                                        | Campeonato de Europa                        | Roma, Italia                                | 1º                                          | 50 km                                       |

Mejores marcas: 50 kilómetros - 3:52:53 (1974) 